# ФК Миљаковац
ФК Миљаковац је фудбалски клуб основан је лета 2020. године.

## Историјат
Оснивач и идејни творац концепта ФК Миљаковац је Јован Симић, спортски радник и хуманитарац. Клуб је основан са идејом да српској јавности на другачији начин представи фудбал.
Управо због тога је прва активност ФК Миљаковац била хуманитарног карактера, у сарадњи са Суперлигашем ФК Вождовац. Први пробни тренинг клуба водио је стручни штаб ФК Вождовац, а сви учесници донирали су средства која су прослеђена Удружењу родитеља деце оболеле од рака (НУРДОР). Истом удружењу донирана су и средства сакупљена током првог меча у историји клуба у којем је противник била екипа Амбасаде Велике Британије у Србији.
Такође, поред промоције здравих друштвених, и етичких моралних вредности у спорту, клуб ради и на промоцији културе, честим колективним посећивањем културних манифестација, као што су изложбе и позоришне представе.
Планирано је да ФК Миљаковац у сезони 2021/2022 постане учесник Међуопштинске лиге и тако уђе у систем такмичења Фудбалског савеза Београда. 

### Састав
| Бр. |        | Позиција | Играч                           |
| --- | ------ | -------- | ------------------------------- |
| 1   | Србија | Г        | Стефан Павловић                 |
| 2   | Србија | О        | Радиша Савић                    |
| 3   | Србија | О        | Стефан Здравковић (капитен)     |
| 4   | Србија | С        | Ђорђе Томић                     |
| 5   | Србија | О        | Михајло Симић                   |
| 6   | Србија | С        | Алекса Димитров (трећи капитен) |
| 7   | Србија | Н        | Андрија Милошевић               |
| 8   | Србија | Н        | Стефан Бошковић                 |
| 9   | Србија | Н        | Милош Петровић                  |
| 10  | Србија | С        | Филип Ранковић                  |
| 11  | Србија | О        | Никола Ташић                    |
| 12  | Србија | Г        | Драгољуб Терзић                 |
| 13  | Србија | Н        | Никола Нешић                    |
| 14  | Србија | С        | Чедомир Милојевић               |
| 15  | Србија | О        | Душан Милојевић                 |
| 16  | Србија | С        | Атила Канас                     |
| 17  | Србија | Н        | Марко Волкановски               |

| Бр. |        | Позиција | Играч                  |
| --- | ------ | -------- | ---------------------- |
| 18  | Србија | Н        | Жарко Радојевић        |
| 19  | Србија | Н        | Александар Веселиновић |
| 20  | Србија | С        | Јован Танасковић       |
| 21  | Србија | Г        | Никола Јанузи          |
| 22  | Србија | О        | Бојан Стевановић       |
| 23  | Србија | С        | Стеван Манић           |
| 24  | Србија | О        | Сиди Диало             |
| 25  | Србија | О        | Филип Радојевић        |
| 26  | Србија | С        | Никола Јовановић       |
| 27  | Србија | О        | Лука Савић             |
| 28  | Србија | Н        | Матеја Зељковић        |
| 30  | Србија | Г        | Далибор Мишковић       |
| 33  | Србија | С        | Немања Матић           |
| 69  | Србија | Н        | Ненад Николић          |
| 80  | Србија | Н        | Ђорђе Павловић         |
| 91  | Србија | О        | Милан Павловић         |